# 鍾宜霖
鍾宜霖，出國前曾使用鍾琨、鍾鲲等笔名發表作品，是一位以華語及英語寫作的海外華人作家，其作品文類包含小說、電影、劇本、散文和文學批評等。迄今著有十八部長篇小說，已在國內出版八部長篇和兩部文集。代表作包括長篇小說《倫敦愛情故事》、《唐人街》、《在倫敦》等。

## 生平
鍾宜霖出生於1970年代。她的父親曾擔任中國文學藝術界聯合會的文學編輯。鍾宜霖在幼年時即開始寫作並發表，在中學時期作品字數已累績達數十萬。 1993年，《紅樓夢學刊》第3期發表了她在十五歲時寫的《谁拆散了“木石前盟”？》一文。 1995年，她出版了第一本長篇小說《阳光雨季》（完成於十六歲）並被中央電視台《讀書時間》專題採訪，成為該節目被採訪的最年輕的作家。 她十六歲考進中央戲劇學院就讀，畢業後進入中央直屬機構《大學生》雜誌社任職編輯和記者。 此後，她翻譯的 Ezra Pound 的詩作〈In a Station of the Metro〉被收錄入人民教育出版社出版的大學教材。
二十五歲時，鍾宜霖前往英國留學，碩士畢業後定居倫敦。她在2010年出版的長篇小說《倫敦愛情故事》曾最高排行亞馬遜中國暢銷小說排行榜前三名。 2011年，她在《收获》雜誌长篇专号發表受諾貝爾文學獎得主 V. S. Naipaul 的短篇故事集〈Miguel Street〉啟發創作的長篇小說《唐人街》。該作品描寫了倫敦一華人聚集地區（參看倫敦唐人街）中許多非法移民的生活故事。 2012年，她翻譯了《诺贝尔文学奖2012年颁奖典礼授奖词》。 她在《南方日報》上對來自中國的劇團在英國以普通話演出《理查三世》發表劇評；該評論後被劍橋大學出版社出版的《Shakespeare beyond English: A Global Experiment》翻譯引用。2013年，她出版根據自身經驗寫成的長篇小說《北京,北京》（原名《個人現狀》），描寫了一位在二十世紀末、二十一世紀初於北京生活的年輕女子的經歷。
2015年，鍾宜霖前往美國紐約旅行，回倫敦後用英語創作了她的第一部英文長篇小說：《親愛的紐約》(第1-4部)。2016年中旅居紐約，用英語寫作長篇小說《中國小姐》和非虛構長篇《紐約故事集》，回倫敦後創作了她的第一部英文詩歌集《倫敦詩篇》。2017年10月，鍾宜霖創作完成六十萬字長篇小說《私人场景》，這是她時隔七年後第一次用中文創作的長篇小說。2017年11月，鍾宜霖開始為《南方周末》撰寫專欄《倫敦場景》，每月一篇短篇小說，這是她第一次在國內開設專欄。2018年2月，長篇小說《在倫敦》在中國出版，但小說中一萬多字涉及政治話題的內容被出版審查部門刪除，由旅瑞台灣作家陳文芬（已故漢學家馬悅然的太太）為這本書撰寫的五千字序言也因故未能出版。
截至2020年，鍾宜霖已出版了十本書，其中包括八部小說，這些作品均成為暢銷書並已售罄。 然而，由於中國實施言論禁令并在2021年关闭了她所有中文社交媒體的賬號，導致她從此無法再找到中國的出版社出版她的作品。2025年，鍾宜霖開始通過lulu平台在海外自出版所有尚未出版的中文小說。她最近的作品是《七分鍾愛情》（長篇小說），創作於2024年末和2025年。

## 作品出版
| 1. 《陽光雨季》[Sunshine and the Monsoon]（長篇小說） 1995年1月中國少年兒童出版社 2. 《言情故事》[Say Love]（長篇小說） 1998年9月春風文藝出版社布老虎編輯室 3. 《愛情小說》[A Love Fiction]（長篇小說） 2001年9月江蘇文藝出版社 4. 《倫敦單身日記》[London Single Diary]（長篇小說） 2009年8月陽光出版社（寧夏人民出版社） 5. 《倫敦愛情故事 （页面存档备份，存于）》[London Love Story]（長篇小說） 2010年5月北方婦女兒童出版社 6. 《北京北京》(原名《個人現狀》)[Personal Statement] （長篇小說） 2013年6月上海文藝出版社 7. 《唐人街》[Chinatown] （長篇小說）《收穫長篇小說專號》2011年秋冬卷，Kindle版由《收穫》編輯部出版，書籍版由江蘇鳳凰文藝出版社2015年1月出版 8. 《在倫敦》(原名《文本生活》)[In London] （長篇小說） 2018年2月出版 9. 《擁抱朝陽》[Embracing the sunrise]（長篇小說處女作，寫於14歲） 《倫敦單身女郎》系列(第1－5季)[London Single Lady] Series, Season 1-5： 1. 《倫敦戀愛物語》[The Mayfair Affair] (長篇小說) 2. 《倫敦愛情地圖》[Love and the City] (長篇小說) 3. 《倫敦單身女郎》[London Single Ladies] (長篇小說) 4. 《單身女郎日記》[Single Girl's Diary] (長篇小說) 5. 《一場36小時的電影》[A 36 Hours' Film] (中篇番外) 6. 《倫敦單身童話》[London Single Fairy-tale] (長篇小說) 7. 《後現代的你》[The Postmodern You] （長篇小說） 8. 《親愛的紐約，》第1-4部 [Dear New York,- Trail Edition] （页面存档备份，存于）（長篇小說，英語） 9. 《私人场景》 [The Private Scene] (長篇小說) 10. 《七分鍾愛情》[7-Minute Love]（長篇小說） 1. 《歪打正着》（短篇处女作）Shot with Luck,1989,上海《少年文艺》 2. 《牛仔裤，白裙子》（短篇小说）Jeans and the White Skirt,1992,上海《少年文艺》1992年度好作品奖 3. 《王老头的故事》（短篇小说）Story of Old Fellow Wang,1993,上海《少年文艺》 4. 《赤橙黄绿青蓝紫》（中篇小说）Seven Colors,1993,江苏《少年文艺》 5. 《风》（短篇小说）The Wind,1993,上海《少年文艺》 6. 《小城故事》（短篇小说）Story in a Small Town,收入《去往拉萨》 7. 《非朋克时代》（中篇小说）No Punk Time,1994,收入《巡行在梦中的玫瑰》 8. 《女作家章纯彦的个人生活》（短篇小说）Woman Writer’s Private Life,2004,《海峡》 9. 《虚构爱情》（短篇小说）Fictional Love,2004,《海峡》 10. 《无法命题》（中篇小说）Untitled,2005.1,收入《去往拉萨》 11. 《像电影一样去爱》（短篇小说）Love as if in A Movie,1998,《佛山文艺》 12. 《真实生活》（中篇小说）The Real Life,2003.1,收入《巡行在梦中的玫瑰》 13. 《精神病患者》（中篇小说）Chinese Patient,2000 14. 《地鐵裡的眼睛》Eyes In Subway（文集） 2001年9月團結出版社/中國婦女出版社 15. 《去往拉薩》Going to Tibet （小說集）2005年1月國際文化出版公司[11] 1. 《我和气球》（诗歌处女作）The Balloon and me,1984,《巴山文艺》 2. 《月儿》（诗歌）The Moon,1992,上海《少年文艺》 3. 《看海的女孩》（散文）The Girl Seeing the Sea,1992,江苏《少年文艺》 4. 《两只小辫儿》（散文）,Girl's Hair,1995,《萌芽》 5. 《家乡》（散文）Hometown,1995,上海《文学报》 | 1. 《我们都是北京病人》（书评）We’re all Beijing Patients,2000,《精品购物指南》 2. 《英雄消失，美人犹在》等系列（时事评论）Hero Disappeared, Beauties Remain(Series criticism),2000-2001,《北京广播电视报》專欄 3. 《2000年目睹文坛之怪现状》（文学评论）Weird Literature Phenomenon in 2000,2001.2,《中华文学选刊》 4. 《伦敦纪事》系列随笔（散文）London Notes(series),2003-2005,《海峡》 5. 《伦敦剧评：理查三世》（戏剧评论）Theater Review: Richard III,2012,《南方日报》,《国话研究》转载，《Shakespeare Beyond English》翻譯引用 1. 《在地鐵站》/龐德（收入人教版高中語文必修教材，及普通高等教育国家级规划教材《美国文学选读》） 2. 《諾貝爾文學獎2012年頒獎詞》/瑞典文學院（收入葉開《莫言的文學共和國》，是该授奖词在中国大陆公开发表的唯一全文无删节版。） 1. 《無恥者無畏》（2000年） 2. 《諾貝爾之於高行健》（2000年） 3. 《從小平你好到胡哥挺住》（2003年） 4. 《鍾宜霖致廖先生:关于莫言與諾貝爾文學獎》（2012年） 1. 《倫敦單身日記》系列[London Single Diary] Series, Season 1-4 1. 《倫敦紀事》[London Notes]（文集）(Year 1) 2. 《英國筆記》[Britain Essays]（文集）(Year 1-2) 3. 《英倫季節》[Seasons of England]（文集）(Year 2) 4. 《旅英手記》[London Life]（文集）(Year 3) 2. 《倫敦單身女郎》系列[London Single Lady] Series, Season 1-6 1. 《倫敦戀愛物語》[The Mayfair Affair] (長篇小說) 2. 《倫敦愛情地圖》[Love and the City] (長篇小說) 3. 《倫敦單身女郎 （页面存档备份，存于）》[London Single Lady] (長篇小說) 4. 《單身女郎日記》[Single Girl's Diary] (長篇小說) 5. 《一場36小時的電影》[A 36 Hours' Film] (中篇小說) 6. 《倫敦單身童話》[London Single Fairytale] (長篇小說) 3. 《後現代的你》[The Postmodern You] （長篇小說） 4. 《後現代主義與第三世界研究》[Postmodernism and the Third World Study]（英文理論論文） 5. 《倫敦愛情故事》[London Love Story](Film Script)（電影劇本） 6. 《親愛的紐約，》第1-4部 [Dear New York,- Trail Edition] （页面存档备份，存于）（长篇小說，英語） 7. 《倫敦詩篇》[Poems Written in London]（詩歌集，英語） 8. 《私人场景》[The Private Scene] (長篇小說) 9. 《倫敦場景》[The London Scene]（短篇小說集） 1. 《倫敦派對季節》[London Party Season] （页面存档备份，存于）（英語小說）London Party Season,2013.12,伦敦 2. 《伦敦剧评》（文艺评论）London Theatre Reviews,2011.9,伦敦 3. 《青樓十三釵》（譴責小說）The 13th Prostitute in Qing House,2014,伦敦 4. 《巴黎筆記》（随笔）Paris Notes,2014,伦敦 5. 《格林威治大街》（長篇小說）Greenwich Street,2014.12,伦敦 6. 《勳爵的派對》（中篇小說）Lord's Party,2015.2,伦敦 7. 《中國小姐》（長篇小說，英語）Folks of New York,2016.5,紐約 8. 《紐約故事集》（非虛構小說，英語）Folks of New York,2016.5,紐約 |

## 政治观点
1. 2010年应《新周刊》杂志约稿发表《写给残酷社会的微博》：“中国人喜欢做梦，却缺乏理想，喜欢忠君报国，却总是忘记了那90%的普罗大众。这样下去，社会对平民来说将永远是残酷的，百姓也永远都只是案板上的鱼肉。要彻底地改变残酷的历史，创造贫者富者社会权益均等的和谐，必须从根本上重建我们的社会结构，重建我们中国人最后的精神家园。”（钟宜霖，写给残酷社会的100条微博（名人版），《新周刊》2010年总第324期）
2. 2014年批评中国政府处理疆独恐怖袭击不当，被网管删贴禁言：2014年3月1日昆明火车站新疆独立分子恐怖袭击发生后，钟宜霖在新浪微博发表言论，认为此类惨案如果发生在欧美国家，第一件事就是“首相向国民道歉，国家安保部门向全国人民道歉”，各大媒体控诉执政党昏庸无能，执政不当，才会导致如此伤亡，然后最多一两个月，“首相就会在舆论压力下辞职下台”，并说“国内的人真是被洗脑洗晕了。”随后又称：“当然我们最不希望看到的是，某国利用这些伤亡继续给民众洗脑，把本国的经济衰退危机导向内部争斗和混乱，然后成为新世纪的纳粹民粹强国。”
钟宜霖还转发了一条微博，原微内容是记者称一名受伤者入院治疗，医院要求先准备五万元医疗费，而伤者又很贫穷。她说：“政府无能，可见一斑。我暂且不说民族政策了，赶紧先救人吧。自己的公民在自己的国家，因为某些政策而导致的恶性报复袭击在公众场合受伤，难道医药费还不应该由政府买单吗？”其观点倾向于此类恐怖袭击发生罪在中国政府管理不当。这两条微博遭到大批匿名网友抨击，随后被新浪管理员删除，其微博帐号亦被封停半个月。
2018年3月，钟宜霖在微博上转发了一篇名为《因迟到几分钟羞愧难当，英国大臣当场辞职》的新闻链接。
3. 2020年2月6日，在武漢八君子之一的李文亮醫生去世當晚，鍾宜霖因為發微博質疑李文亮的去世可疑，懷疑是有武漢瀆職官員為銷毀瀆職證據而殺人滅口，在發帖後立刻被新浪微博禁言一周，並遭到多家官媒发文反对。
一周後的2月14日，在解禁當天，鍾宜霖在微博用圖片形式發表她在2月6日連夜寫出的五千字推理長文《李文亮的生死線》，全面分析李文亮醫生從被感染到隔離住院21天才被確診、然後在住院26天后“被宣布”死亡的諸多疑點，當即被新浪微博再次禁言，其擁有78500粉絲的微博賬號亦被永久封停。2021 年 12 月 7 日，鍾宜霖的微信公號“鍾宜霖在倫敦”也被關閉，賬號的所有文章都被刪除。至此她在中國大陸的所有社交媒體都被禁止，這意味著她被禁止在國內發表言論。

## 延伸閱讀
| 1. （中文）名家薦書•鍾宜霖：馬爾克斯《枯枝敗葉》(音頻)\|《新京報書評周刊》\|2013-8-10 （页面存档备份，存于） 2. （中文）作者薦書•鍾宜霖：《北京，北京》(音頻)\|《新京報書評周刊》\|2013-8-9 3. （中文）鍾宜霖的聲音名片(音頻)\|電台訪談節目\|會客長安\|2013-7-31 （页面存档备份，存于） 4. （中文）鍾宜霖新書《北京北京》電台採訪直播節目錄音（完整版）\|電台訪談節目\|會客長安\|2013-7-31 （页面存档备份，存于） 5. （中文）《倫敦單身日記》片段：在倫敦的清晨醒來(Diary: 27 June); 戰爭，瘟疫，與愛情(Diary: 9 April) 6. （中文） 對話: 從《唐人街》的眾生百態看現世中文學的價值\|《收穫》\|2015-3-1 （页面存档备份，存于）（英文） Dialogue: Exploring the value of literature in contemporary time through characters' various lives in 'Chinatown'\|Harvest\|March 2015-Google translation （页面存档备份，存于） 7. （中文） 《BBC人物特写：在伦敦寻找爱情的华人女作家钟宜霖》\|BBC\|2015-8-4 （页面存档备份，存于） （英文） People: Chinese Writer Yilin Zhong exploring love in London\|BBC\|4 August 2015 - Google translation （页面存档备份，存于） 8. （英文） 英文报道：《唐人街看不见的居民》Chinatown's Invisible Residents \|Shanghai Daily\|2015-8-30 （页面存档备份，存于） 9. （中文） 《唐人街》新書介紹及第一章試讀\|《收穫》\|2015-3-1 （页面存档备份，存于） （英文） The first chapter of 'Chinatown' and introduction\|Harvest\|March 2015-Google translation （页面存档备份，存于） 10. （中文） 《唐人街，一個想像中的中國社會》-出版後記\|《收穫》\|2015-3-1 （页面存档备份，存于）（英文） Chinatown, an imaginary community-publishing postscript\|Harvest\|March 2015-Google translation （页面存档备份，存于） 11. （中文） 《海外華人駁雜生活的浮世繪》\|書評\|《中國出版傳媒商報》\|2015-3-3 （页面存档备份，存于） （英文） Ukiyo-e of the heterogeneous overseas Chinese living\|Book Review\|China Publishing News\|3 March 2015-Google Translation （页面存档备份，存于） 12. （中文） 《活在想像中的後現代中國人》\|《唐人街》新書推薦及書評\|《中國作家》網\|2015-3-2 （页面存档备份，存于）（英文） The Postmodern Chinese living in their imagination/Book Review and 'Chinatown' Introduction\|Chinese Writer Net\|2 March 2015-Google translation （页面存档备份，存于） 13. （中文） 《作者已死：解讀<唐人街>的一種方式》\|江蘇文藝出版社\|V新聞\|2015-3-8 （页面存档备份，存于）（英文） Death of the Author: A method to interpret 'Chinatown'\|8 March 2015-Google translation （页面存档备份，存于） 14. （中文） 《访谈︱唐人街是想象中的中国社会》\|澎湃新聞\|2015-4-8 （页面存档备份，存于） （英文） Interview: Chinatown is an imaginary community\|The Paper\|8 April 2015-Google translation （页面存档备份，存于） 15. （中文） 《唐人街》:在孤岛中找寻归属\|新商报书评坊\|2015-5-23 （页面存档备份，存于） （英文） Chinatwon: looking for their belonging in an isolated island\|Xinshang Daily\|23 May 2015 - Google translation （页面存档备份，存于） 16. （中文） 《唐人街：后殖民语境中的“他者”》\|《青春》文学杂志“2015-5-1 （页面存档备份，存于） （英文） Chinatown:the "Other" under the Post-colonial Context\|Youth Literary Magazine\|May 2015 - Google translation （页面存档备份，存于） | 1. （中文） 《收获》微信专稿•访谈：从长篇小说《唐人街》看海外非法华人移民的现状（三万字深度访谈完整版）上篇\|《收获》\|2015-6-6 （页面存档备份，存于） （英文） Harvest exclusive special interview: Exploring Status of Overseas Illegal Chinese Immigrants from Novel 'Chinatown'(Part 1)\|Harvest Literary Magazine\|June 2015 - Google translation （页面存档备份，存于） 2. （中文） 《收获》微信专稿•访谈：从长篇小说《唐人街》看海外非法华人移民的现状（三万字深度访谈完整版）下篇\|《收获》\|2015-6-6 （页面存档备份，存于） （英文） Harvest exclusive special interview: Exploring Status of Overseas Illegal Chinese Immigrants from Novel 'Chinatown'(Part 2)\|Harvest Literary Magazine\|June 2015 - Google translation （页面存档备份，存于） 3. （中文） Other media reports: (1)《唐人街》:一幅複雜而鮮明的浮世繪\|新浪讀書\|2015-3-10 （页面存档备份，存于） (2)鍾宜霖：《唐人街》，在倫敦的中國人\|鳳凰網\|2015-3-11 （页面存档备份，存于） (3)《唐人街》：走近生活在倫敦社會邊緣的中國人\|搜狐讀書頻道\|2015-3-13 (4)唐人街，在倫敦的中國人\|《揚子晚報》\|網易新聞\|2015-3-18 (5)唐人街：一條街上一生戲，生死離合皆文章\|江蘇文藝出版社\|V新聞\|2015-3-8 （页面存档备份，存于） (6)《唐人街》出版\|中國文化傳媒網\|2015-3-11 (7)從《唐人街》的眾生百態看現世中文學的價值\|浙江作家網\|2015-3-3 （页面存档备份，存于） (8)《唐人街:在倫敦的中國人》\|共識網\|2015-3-13 (9)活在舊時代的後現代中國人\|東北作家網\|2015-3-9 (10)鍾宜霖《唐人街》出版，關注倫敦的中國人\|書香重慶\|2015-3-11 (11) 《唐人街》：為“不存在”者素描\|中國江蘇網\|2015-3-12 (12)一幅複雜而鮮明的浮世繪\|光明網\|2015-3-12 (13)蘭州日報\|蘭州新聞網\|2015-3-12 （页面存档备份，存于） (14) 鍾宜霖《唐人街》出版\|吉林日報\|2015-3-11 (15)龍崗網\|2015-3-11 (16)FLK.cc\|2015-3-10(17) 漢豐網\|2015-3-12 （页面存档备份，存于） (18)東北網\|2015-3-12 (19)《唐人街》:一幅複雜而鮮明的浮世繪\|《愛尚生活》雜誌\|2015-3-11 （页面存档备份，存于） (20) 廣州日報\|2015-3-20 (21)汕頭都市報\|2015-3-15 (22)新書速遞:《唐人街》\|石家莊日報\|2015-3-23 (23)家國網\|2015-3-12 (24)書情:《唐人街》\|鳳凰資訊\|2015-3-20 （页面存档备份，存于） (25)書情:《唐人街》\|新浪娛樂\|2015-3-20 （页面存档备份，存于） (26)書情:《唐人街》\|和訊網\|2015-3-20 （页面存档备份，存于） (27)書情\|娛樂星報\|新浪台灣\|2015-3-20 (28)鳳凰江蘇人氣書榜TOP5:《唐人街》\|2015-3-16 （页面存档备份，存于） (29)唐人街，在倫敦的中國人\|《揚子晚報》\|2015-3-18 （页面存档备份，存于）(30)《唐人街》為“不存在”者素描\|深圳晚報\|2015-4-5 （页面存档备份，存于） (31)2015年度中国影响力图书推展\|中国出版传媒商报\|2015-3-25 （页面存档备份，存于） (32)2015年度中国影响力图书推展·第壹季·小说类TOP20\|中国出版传媒商报\|2015-3-24(33)唐人街的黑户如何生存\|腾讯文化\|2015-4-9 （页面存档备份，存于）(34)写给残酷世界的100条微博（微博名人版）\|《新周刊》\|第324期 （页面存档备份，存于）(35)在伦敦寻找爱情的华人女作家\|《侨声报》\|2015-8-4 （页面存档备份，存于）(36)旅英华人女作家钟宜霖：在伦敦寻找爱情\|中国侨网\|2015-8-6 （页面存档备份，存于）(37)华人女作家钟宜霖\|海外网\|2015-8-6(38)在伦敦寻找爱情\|多联网\|2015-8-6（39）钟宜霖长篇小说《唐人街》\|长征网\|2015-3-17 （页面存档备份，存于）（40）在倫敦尋找愛情的華人女作家鐘宜霖\|明鏡網\|2015-8-5(41)旅英华人女作家钟宜霖\|《欧洲时报》\|2015-8-5(42)《唐人街》中的价值观差异\|凤凰网\|2015-3-26 （页面存档备份，存于）(43)《唐人街》：后殖民语境中的他者\|李骄阳\|《青春》文学杂志\|中国论文网\|2015-6-9(44)从序列时间到轮回时间－论《唐人街》的小说结构\|党霄羽\|《世界华文文学论坛》\|2015-12-1 （页面存档备份，存于） |

## 相關鏈接
- 鍾宜霖的blogspot （页面存档备份，存于）
- 鍾宜霖的YouTube
- 鍾宜霖的新浪微博(賬號已被關閉並無法登錄)
- 鍾宜霖的新浪博客(賬號已被關閉並無法登錄)
- 《在伦敦》（2018年版）（已售罄） （页面存档备份，存于）
- 《唐人街》（2015年版）（已售罄） （页面存档备份，存于）
- 《北京北京》2013年版（已售罄） （页面存档备份，存于）
- 《唐人街》 2011年版（已售罄） （页面存档备份，存于）
- 《倫敦愛情故事》 2010年版（已售罄） （页面存档备份，存于）
- 《倫敦單身日記》 2009年版（已售罄）  （页面存档备份，存于）
- 《去往拉薩》 2005年版（已售罄） （页面存档备份，存于）
- 《地鐵裡的眼睛》 2001年版（已售罄） （页面存档备份，存于）
- 《非一般愛情小說》 2001年版（已售罄） （页面存档备份，存于）
- 《言情故事》 1998年版（已售罄） （页面存档备份，存于）
- 《阳光雨季》 1995年版（已售罄） （页面存档备份，存于）